# Pitidemo
Pitidemo (in greco antico: Πειθιδήμος?, Peithidémos; fl. III secolo a.C.) è stato un politico ateniese, arconte eponimo nel 269/268 a.C..

## Biografia
Pitidemo fu arconte eponimo della città di Atene nel 269/268 a.C., quindi nel periodo in cui Atene aveva riacquisito autonomia dall'egemonia del regno di Macedonia. Nell'agosto del 269 a.C. venne approvato l'importante decreto di Cremonide, che sancì l'alleanza tra Atene e Sparta e la conseguente guerra cremonidea; questa guerra vide lo scontro tra Atene, Sparta di Areo I ed Egitto tolemaico di Tolomeo II da un lato, e regno di Macedonia di Antigono II Gonata dall'altro.